# Slava vojvodine Kranjske (album)
Slava vojvodine Kranjske je drugi album rock skupine Pop Design iz leta 1989.

## Skladbe z albuma
| Stran A | Stran A          | Stran A                                         | Stran A |
| Št.     | Naslov           | Pisec                                           | Dolžina |
| ------- | ---------------- | ----------------------------------------------- | ------- |
| 1.      | „Zbogom‟         | Aron Strobel, Stefan Zauner / Rudan ali Košmrlj | 3:10    |
| 2.      | „Zate‟           | Candy DeRouge / Rudan ali Košmrlj               | 3:15    |
| 3.      | „Na božično noč‟ | Hans-Georg Meuser / Rudan                       | 4:15    |
| 4.      | „Angelina‟       | Košmrlj / Rudan                                 | 3:15    |
| 5.      | „Mexico‟         | Francis Lopez / Rudan                           | 2:50    |

| Stran B | Stran B                        | Stran B               | Stran B |
| Št.     | Naslov                         | Pisec                 | Dolžina |
| ------- | ------------------------------ | --------------------- | ------- |
| 6.      | „Mi gremo gremo‟               | T. Košmrlj / M. Rudan | 3:30    |
| 7.      | „Reci mi‟                      | Košmrlj / Rudan       | 2:40    |
| 8.      | „Noč je za nas‟                | Rudan / Janez Hvale   | 3:25    |
| 9.      | „Dolge noči‟                   | Košmrlj / Rudan       | 3:10    |
| 10.     | „Spomni se mama (Našim mamam)‟ | Bor Zuljan            | 4:25    |